# Кострино
Кострино — деревня в Мелегежском сельском поселении Тихвинского района Ленинградской области.

## История
Усадище Кострино, принадлежащее князю Василию Гавриловичу Мышецкому, упоминается в переписи 1710 года в Петровском Мелегежском погосте Заонежской половины Обонежской пятины.
Деревня Кострина, состоящая из 25 крестьянских дворов, упоминается на «Специальной карте западной части России» Ф. Ф. Шуберта 1844 года.

КОСТРИНО — деревня Костринского общества, прихода Мелегижского погоста. Река Сясь.

Крестьянских дворов — 29. Строений — 83, в том числе жилых — 35. Водяная мельница.

Число жителей по семейным спискам 1879 г.: 90 м. п., 83 ж. п.; по приходским сведениям 1879 г.: 86 м. п., 93 ж. п.

В конце XIX — начале XX века деревня административно относилось к Костринской волости 3-го земского участка 1-го стана Тихвинского уезда Новгородской губернии.

КОСТРИНО — деревня Костринского общества, дворов — 28, жилых домов — 24, число жителей: 94 м. п., 104 ж. п.
 
Занятия жителей — земледелие, лесные промыслы. Река Сясь. Часовня, хлебозапасный магазин. (1910 год)

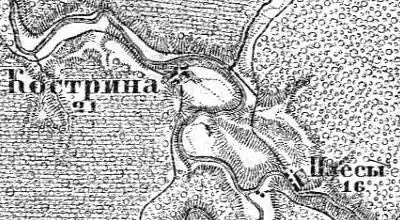
Деревня Кострино на карте 1913 года

Согласно карте Петроградской и Новгородской губерний 1913 года деревня называлась Кострина и насчитывала 21 двор.
С 1917 по 1918 год деревня Кострино входила в состав Костринской волости Тихвинского уезда Новгородской губернии. 
С 1918 года в составе Череповецкой губернии.
С 1924 года в составе Пригородной волости.
С 1927 года в составе Андреевского сельсовета Тихвинского района.
В 1928 году население деревни Кострино составляло 192 человека.
Согласно карте Ленинградской области Северо-западного аэрогеодезического треста ГГУ издания 1932 года деревня насчитывала 22 крестьянских двора.
По данным 1933 года деревня Кострино входила в состав Андреевского сельсовета Тихвинского района.
С 1950 года в составе Воложбенского сельсовета Тихвинского района.
С 1954 года в составе Плесовского сельсовета Бокситогорского района.
С 1957 года в составе Плесовского сельсовета Тихвинского района.
В 1958 году население деревни Кострино составляло 48 человек.
По данным 1966, 1973 и 1990 годов деревня Кострино входила в состав Андреевского сельсовета Тихвинского района<.
В 1997 году в деревне Кострино Андреевской волости проживали 13 человек, в 2002 году — 3 (все русские).
В 2007 году в деревне Кострино Мелегежского СП проживали 4 человека, в 2010 году — также 4.

## География
Деревня расположена в юго-западной части района к западу от автодороги 41К-903 (Мелегежская Горка — Плесо).
Расстояние до административного центра поселения — 5 км.
Расстояние до ближайшей железнодорожной станции Тихвин — 17 км.
Деревня находится на левом берегу реки Сясь.

## Демография
| 1879 | 1910 | 1928 | 1958 | 1997 | 2002 | 2007 |
| ---- | ---- | ---- | ---- | ---- | ---- | ---- |
| 173  | ↗198 | ↘192 | ↘48  | ↘13  | ↘3   | ↗4   |
| 2010 | 2017 |      |      |      |      |      |
| →4   | ↗6   |      |      |      |      |      |

### Национальный состав
Согласно данным Всероссийской переписи населения 2021 года в деревне проживали 10 человек, все русские.

## Улицы
Родниковая, Солнечная, Хвойная.